# Scottiola obscura
Scottiola obscura är en insektsart som beskrevs av Lucien Chopard 1952. Scottiola obscura ingår i släktet Scottiola och familjen syrsor. Inga underarter finns listade i Catalogue of Life.